# Варуша, Михаил Епифанович
Михаил Епифанович Варуша (21 ноября 1917, Волноваха — не ранее 1985, Волноваха, Донецкая область)— советский хозяйственный, государственный и политический деятель, Герой Социалистического Труда.

## Биография
Родился в 1917 году в Волновахе. Член КПСС.
С 1930-х годов разнорабочий в паровозном депо Волноваха Донецкой железной дороги, с 1933 года помощник машиниста. 
23 марта 1938 года призван в РККФ.
Служил на Черноморском флоте, командир котельного отделения машинистов гвардейского крейсера «Красный Кавказ», участник Великой Отечественной войны на Черном море, обороны Одессы, обороны Севастополя, Керченско-феодосийской десантной операции, битвы за Кавказ. За отвагу и мужество, проявленные в боевых операциях, гвардии главный старшина Варуша был награждён орденом Красной Звезды и четырьмя медалями.
После демобилизации машинист, старший машинист паровозного депо Волноваха Донецкой железной дороги в Сталинской области Украинской ССР.  Освоил локомотивы ФД20. Имел допуск на вождение правительственных поездов. Депо занимало первое место на магистрали.
Указом Президиума Верховного Совета СССР от 1 августа 1959 года за выдающиеся успехи, достигнутые в деле развития железнодорожного транспорта, присвоено звание Героя Социалистического Труда с вручением ордена Ленина и золотой медали «Серп и Молот».
Делегат XXIV съезда КПСС в 1971 году. С 1977 года – персональный пенсионер союзного значения. 
Жил в Волновахе.

## Семья
- жена - Серафима Ефимовна Варуша

## Награды
Герой Социалистического Труда с вручением ордена Ленина и золотой медали «Серп и Молот» (01.08.1959). 
Награждён орденами Отечественной войны 2-й степени (11.03.1985), Красной Звезды (25.05.1945), медалями «За боевые заслуги» (22.07.1944), «За трудовое отличие» (31.07.1954), «За оборону Одессы» (22.12.1942), «За оборону Севастополя» (22.12.1942), «За оборону Кавказа» (01.05.1944). Знак «Почётному железнодорожнику».